# Bondolharjo
Bondolharjo is een bestuurslaag in het regentschap Banjarnegara van de provincie Midden-Java, Indonesië. Bondolharjo telt 5071 inwoners (volkstelling 2010).